# Association sportive de Monaco (pallacanestro)
L'Association sportive de Monaco Basket, nota comunemente come A.S. Monaco Basket, è una società cestistica monegasca avente sede a Fontvieille ma iscritta al campionato francese.
La squadra è stata fondata nel 1928 ed ha sempre partecipato ai campionati francesi. Attualmente milita nella massima serie francese, la LNB Pro A, oltre a partecipare alla EuroLeague.

## Storia
Dopo quattro anni dalla fondazione dell'A.S. Monaco, nel 1928 viene fondato anche l'A.S. Monaco Basket. Dopo essere arrivata in finale di Nationale 1 (l'attuale Pro A) negli anni 50, la squadra retrocede in Nationale 2 fino alla vittoria del campionato nel 1973, grazie anche ad uno dei migliori attacchi della storia monegasca.
Nella stagione del ritorno nella massima serie francese, il Monaco termina il campionato in nona posizione, riuscendo così a qualificarsi per la stagione 1974-75 di Coppa Korać, coppa dove viene però eliminata alla fase a gironi, arrivando ultima dietro a squadre più blasonate quali ASVEL, Levski Sofia e AMG Sebastiani Basket. La squadra torna in coppa Korać nella stagione 1982-83, arrivando seconda nella fase a gironi, dietro la Dinamo Mosca, nonostante un ottimo inizio di campionato.
Ad inizio anni 80, il livello dell'A.S. Monaco cresce, diventando una delle squadre più forti del massimo campionato francese. Nel 1983 infatti la squadra arriva in finale di Coupe de la Fédération, venendo sconfitta dal Limoges CSP per 96–81. Dal 1985, grazie alla firma dell'ex NBA Robert Smith, la squadra monegasca diventa ancora più competitiva.
Complice però la partenza di Smith, l'A.S. Monaco perde competitività e retrocede fino alla Nationale 1, il terzo campionato francese. Solo nel 2014 la squadra vince il Nationale Masculine 1, venendo così promossa in LNB Pro B.
Il Monaco resta solo una stagione in Pro B, infatti al termine della stagione 2014-15 viene promossa in LNB Pro A grazie alla vittoria in finale contro l'Olympique Antibes. Nel 2015, l'uomo d'affari e filantropo ucraino Sergei Dyadechko, diventa presidente dell'A.S. Monaco Basket.
Nella stagione 2015-16, la squadra monegasca vince l'edizione del 2016 della Leaders Cup, battendo in finale l'Élan Chalon per 99-74. Jamal Shuler, giocatore del Monaco, viene scelto come MVP della competizione.
Nella stagione successiva, il Monaco ritorna in Europa, partecipando alla stagione 2016-17 di BCL; la squadra arriva fino alle Final Four, venendo sconfitta in semifinale dal Bandırma Banvit, vincendo poi la finale per il terzo posto contro la Reyer Venezia. Nella stagione successiva di Basketball Champions League, la squadra arriva in finale, venendo però battuta per 100-94 dall'AEK Atene. Il Monaco riesce però a vincere la Leaders Cup sia nel 2017 che nel 2018. Inoltre la squadra arriva fino alla finale di Pro A, venendo però sconfitta dal Le Mans per 3-2.
Nelle tre stagioni successive, il Monaco gioca in EuroCup, riuscendo a vincere la competizione nel 2021. Proprio grazie alla vittoria dell'EuroCup, Monaco si qualifica di diritto per la stagione successiva di EuroLeague.

## Palazzetto
L'A.S. Monaco Basket gioca le proprie partite casalinghe al Salle Gaston Médecin, un'arena multifunzionale che fa parte del complesso sportivo Stade Louis II.
A causa dei requisiti minimi di EuroLeague, la squadra monegasca si era accordata per giocare le proprie partite casalinghe all'Azur Arena di Antibes. Grazie all'ampliamento della struttura, la EuroLeague Basketball torna sui suoi passi ed autorizza la squadra a giocare alla Salle Gaston Médecin.

## Palmarès
- Campionato francese: 2

2022-2023, 2023-2024
- Leaders Cup: 3

2016, 2017, 2018
- Coppa di Francia: 1

2022-2023
- Eurocup: 1

2020-2021

## Roster 2024-2025
Aggiornato al 16 agosto 2024.
| Monaco Basket 2024-2025 | Monaco Basket 2024-2025 |
| Giocatori               | Staff tecnico           |
| ----------------------- | ----------------------- |

| N. | Naz.                                       | Ruolo | Nome                | Anno | Alt.   | Peso   |  |
| -- | ------------------------------------------ | ----- | ------------------- | ---- | ------ | ------ |  |
| 0  | Francia (bandiera)                         | P     | Élie Okobo          | 1997 | 191 cm | 86 kg  |  |
| 4  | Stati Uniti (bandiera)                     | AP    | Jaron Blossomgame   | 1993 | 201 cm | 100 kg |  |
| 8  | Stati Uniti (bandiera)                     | PG    | Jordan Loyd         | 1993 | 193 cm | 95 kg  |  |
| 9  | Grecia (bandiera)                          | C     | Giōrgos Papagiannīs | 1997 | 219 cm | 120 kg |  |
| 10 | Germania (bandiera)                        | AC    | Daniel Theis        | 1992 | 203 cm | 111 kg |  |
| 11 | Stati Uniti (bandiera) · Guinea (bandiera) | AP    | Alpha Diallo        | 1997 | 201 cm | 95 kg  |  |
| 12 | Francia (bandiera)                         | AC    | Petr Cornelie       | 1995 | 211 cm | 108 kg |  |
| 14 | Francia (bandiera)                         | C     | Mouhammadou Jaiteh  | 1994 | 211 cm | 113 kg |  |
| 20 | Lituania (bandiera)                        | C     | Donatas Motiejūnas  | 1990 | 213 cm | 118 kg |  |
| 22 | Francia (bandiera)                         | AP    | Terry Tarpey        | 1994 | 195 cm | 95 kg  |  |
| 23 | Francia (bandiera)                         | G     | Juhann Begarin      | 2002 | 196 cm | 84 kg  |  |
| 30 | Stati Uniti (bandiera)                     | AG    | Vitto Brown         | 1995 | 203 cm | 107 kg |  |
| 32 | Francia (bandiera)                         | P     | Matthew Strazel     | 2002 | 182 cm | 80 kg  |  |
| 33 | Stati Uniti (bandiera) · Grecia (bandiera) | P     | Nick Calathes       | 1989 | 198 cm | 97 kg  |  |
| 55 | Stati Uniti (bandiera)                     | P     | Mike James (C)      | 1990 | 185 cm | 89 kg  |  |

| Allenatore |
| - Vasilīs Spanoulīs |
| Assistente/i |
| - Uroš Dragicević - Serhij Hladyr - Manuchar Mark'oishvili - Mirko Ocokoljić Legenda - (C) Capitano - (IN) Inattivo - Infortunato Roster |